# فهویک
فهویک (به لاتین: Færvik) یک منطقهٔ مسکونی در نروژ است که در آرندال واقع شده‌است. فهویک ۱ متر بالاتر از سطح دریا واقع شده‌است.